# RPG-2
RPG-2（露：РПГ-2）は、ソビエト連邦で開発された歩兵携行用対戦車擲弾発射器。
形式名はロシア語で「手持ち式対戦車擲弾発射器」を意味する「ручной противотанковый гранатомёт ルチノーイ・プラチヴァターンカヴィイ・グラナタミョート」の頭文字から。
英語の訳表記では、同じ頭文字で「Rocket-Propelled Grenade（ロケット推進擲弾）」と綴られるが、これはバクロニムであり、また、PG-2弾頭はロケット弾でもないため、厳密には誤りである。

## 概要
この兵器は、モデルとなったナチス・ドイツのパンツァーファウスト250のように、無反動砲式に対戦車擲弾を発射するもので、後継であるRPG-7と異なり、弾頭後部と発射用推進薬の間にロケットチューブは内蔵されていない。このため、RPG-7に比べ有効射程は100mと短く、弾道も弧を描き、特に移動目標への命中には熟練を要する。また、差し込まれた弾頭のストッパーが無いため、装填したRPG-2を前傾させると抜け落ちた弾頭が地面に落下し、信管が破損するといった事案が多く見られた。なお、その際に爆発したと言う話も良く聞くが、実際は信管の発射後安全装置（アーミング）により、射手の手元・足元での爆発事故はほとんど無かった。

## 運用

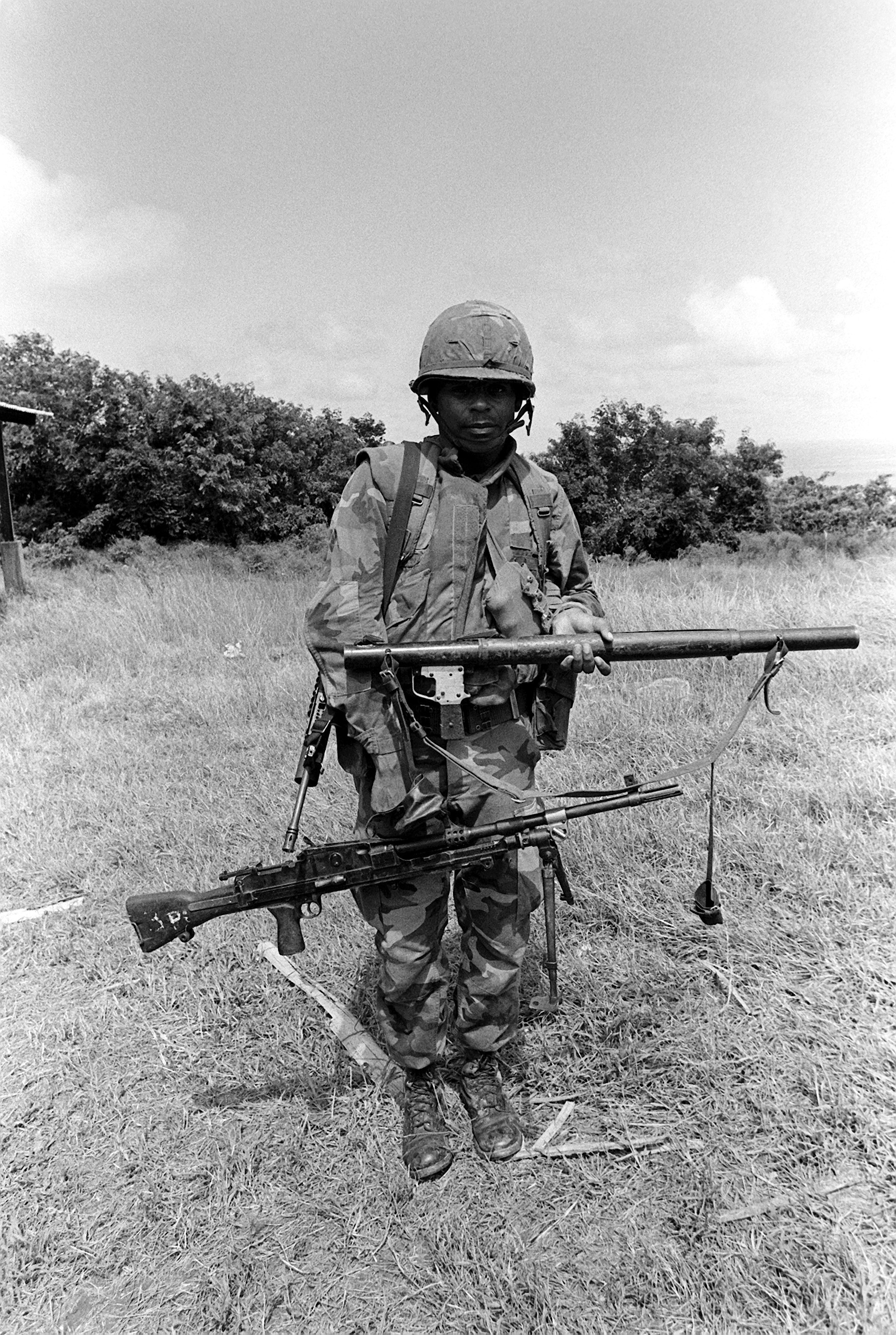
グレナダ侵攻時に押収したRPG-2を持つアメリカ海兵隊隊員。右手に提げているのはやはり鹵獲品のブレン軽機関銃

RPG-2は、1949年にソ連軍に採用された。RPG-2は、新型のRPG-7が登場する1960年代までソ連軍で使用された。ソ連以外でも、中近東、ベトナムなど、多くの国で広く使用されている。弾頭は、PG-2の1種のみである。照準は、固定の照準器で行う。擲弾筒班の定員は、射手・弾薬運搬手の2名で、射手はRPG-2と弾頭3発、弾薬運搬手は弾頭3発を装備するものとされている。
中国では56式火箭筒としてコピーされ、また、北ベトナム製のB-50、チェコスロバキア製のR-27、ユーゴスラビア製のM57といった独自の改良型も生産されていた。

## 弾頭

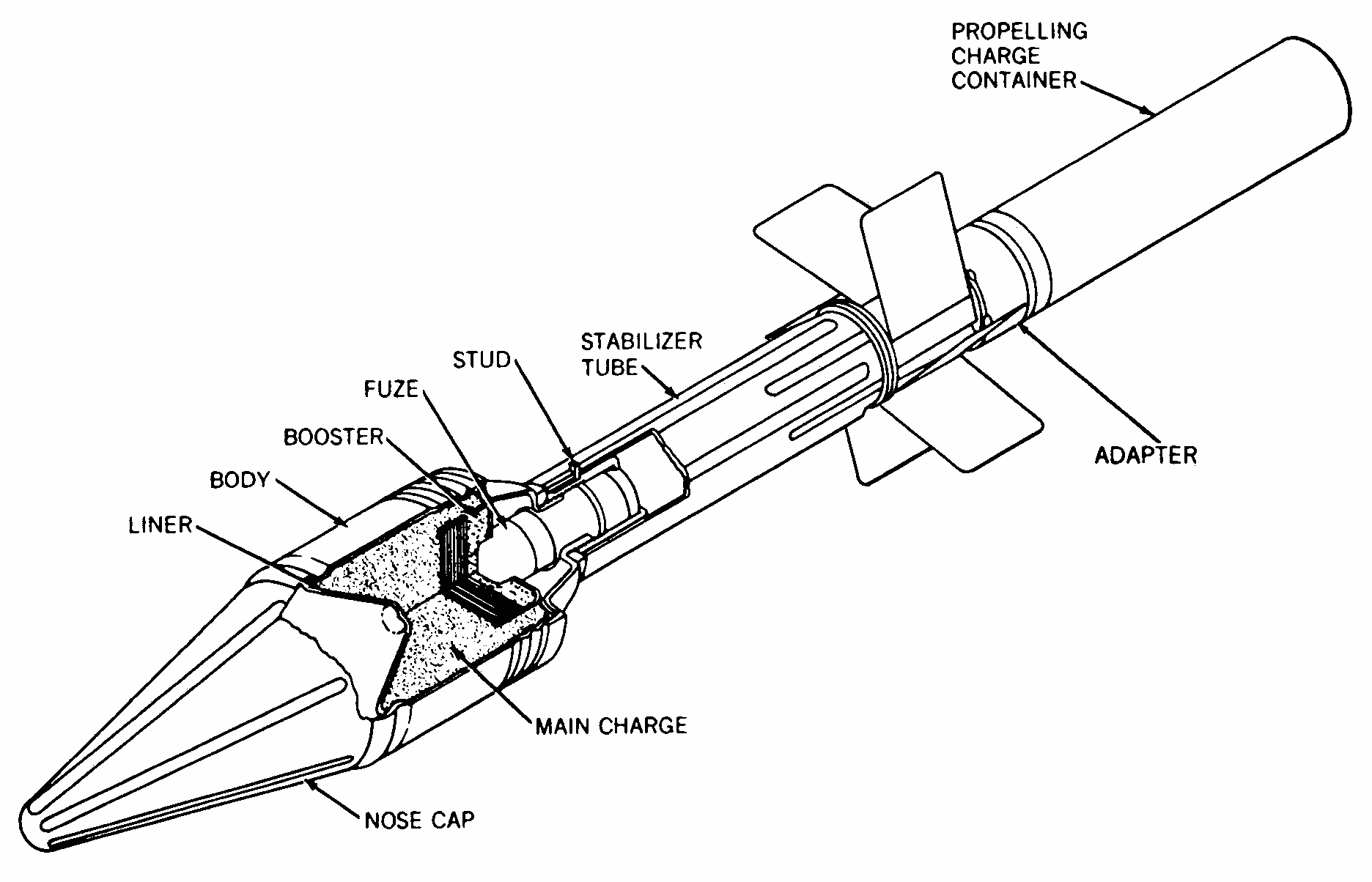
PG-2 HEAT弾の内部図解
ロケットブースターは存在せず、図中のBOOSTERは、FUSE（信管）の発火をMAIN CHARGE（炸薬）に伝える導爆薬である

PG-2
- 弾頭：HEAT弾
- 重量：1.84kg
- 直径：82mm
- 貫通能力：200mmのRHA

## 登場作品

### 映画
『プラトーン』
北ベトナム軍兵士が使用。アメリカ軍のタコツボ壕を直撃し、主人公が「RPG!」と絶叫するシーンがある。
『ワンス・アンド・フォーエバー』
北ベトナム軍兵士が使用。射手は顔面保護用のゴーグルとフェイスシールドを着用している。発射された弾頭が煙を引いて飛んでいるが、演出の都合による創作か単にスタッフがRPG-7と混同したことによるCG描写ミスかは不明。

### 漫画
『Cat Shit One』
北ベトナム軍兵士が使用。

### ゲーム
『バトルフィールド ベトナム』
ベトコン対アメリカ軍のマップでベトコンの対戦車兵を選択すると登場する。
『メタルギアソリッド ピースウォーカー』
初期開発装備として登場。命中性能は悪いが弾頭の威力が高い武器となっている。開発が進むとRPG-7にランクアップされる。